# Crocidura whitakeri
Crocidura whitakeri là một loài động vật có vú trong họ Chuột chù, bộ Soricomorpha. Loài này được de Winton mô tả năm 1897.